# Killer Kelly
Raquel Lourenço, meglio conosciuta con il ring-name di Killer Kelly (Lisbona, 21 marzo 1992), è una wrestler portoghese, sotto contratto con la Total Nonstop Action Wrestling.

## Carriera

### Circuito Indipendente (2016-2018)
Raquel Lourenço fa il suo debutto nel mondo del wrestling professionistico il 13 ottobre 2016 combattendo per la Wrestling Portugal con il ring name di Kelly prendendo parte ad una battle royal. Durante il resto dell'anno, Kelly continua ad emergere vittoriosa durante i suoi match per la Wrestling Portugal. Nel maggio 2017, Kelly debutta per la World Stars Of Wrestling venendo sconfitta da Nina Samuels. Nel mese di agosto, cambia ring name in Killer Kelly, e debutta per la Revolution Championship Wrestling, perdendo contro Camille. La sera successiva, fa coppia proprio con Camille e Debbie Sharp venendo sconfitte da Hana Kimura, Kagetsu e Dragonita of Oedo Tai. In quel di dicembre, Killer Kelly viene sconfitta da Alpha Female al Next Step Wrestling. Nel 2018, Killer Kelly fa il suo debutto per la Pro-Wrestling: EVE, perdendo contro Charlie Morgan. Il 1º aprile, la Kelly debutta per la Revolution Pro Wrestling, dove è sconfitta da Bobbi Tyler. Qualche settimana dopo, la Kelly viene sconfitta anche da Viper.
Killer Kelly fa il suo debutto per la Westside Xtreme Wrestling al Femmes Fatales 2017, venendo sconfitta da Laura Di Matteo. Lo stesso giorno è stata sconfitta anche da Jinny. al 17º anniversario della wXw, diviene l'inaugurale wXw Women's Champion battendo Melanie Gray nella finale del Women's Title Tournament dopo che entrambe hanno conquistato il numero maggiore dei punti durante il torneo. Un mese dopo, la Kelly cede il titolo contro Toni Storm. In un episodio della Shotgun, Killer Kelly è stata sconfitta da Veda Scott. Nel maggio 2018, Kelly e Marius Al-Ani hanno sconfitto Absolute Andy e Melanie Gray. Il 19 maggio, Kelly e Toni Storm hanno sconfitto LuFisto e Melanie Gray.
Nel luglio 2018, Killer Kelly fa il suo debutto per la Progress Wrestling durante il Capitolo 73, perdendo contro Toni Storm.

### World Wrestling Entertainment (2018-2020)

#### Mae Young Classic(2018)
Nel 2018, Killer Kelly viene annunciata come una delle trentadue concorrenti della seconda edizione del Mae Young Classic, dove è stata sconfitta al primo turno da Meiko Satomura il 5 settembre.

#### NXT UK(2018-2020)
Nel 2018, Killer Kelly firma un contratto con la WWE e viene assegnata nel territorio di sviluppo inglese di NXT UK. Fa il suo debutto il 25 giugno, durante lo United Kingdom Championship Tournament, prendendo parte ad un Triple threat match contro Toni Storm e Isla Dawn per decretare la n°1 Contender all'NXT Women's Championship detenuto da Shayna Baszler, dove a vincere è la Storm. Il 26 giugno, sempre durante lo stesso evento, la Kelly viene sconfitta da Charlie Morgan.
Killer Kelly fa il suo debutto ufficiale televisivo per NXT UK durante la puntata del 24 ottobre, dove è stata sconfitta da Dakota Kai, stabilendosi come heel. Nella puntata di NXT UK del 28 novembre, Kelly e Charlie Morgan sono state sconfitte da Millie McKenzie e Xia Brookside. Nella puntata di NXT UK del 12 dicembre, la Kelly è stata sconfitta da Isla Dawn. Nella puntata di NXT UK del 19 dicembre, Killer Kelly è stata sconfitta anche da Nina Samuels. Nella puntata di NXT UK del 10 aprile, la Kelly è stata sconfitta dalla debuttante Piper Niven. Nella puntata di NXT UK del 15 maggio, Kelly affronta Xia Brookside in un match terminato in No Contest, quando intervengono Jinny e la debuttante Jazzy Gabert irrompendo durante la contesa, attaccando brutalmente entrambe. Nella puntata di NXT UK del 19 giugno, Killer Kelly prende parte alla prima Women's UK Battle Royal dove la vincitrice avrebbe ottenuto un match titolato contro l'NXT UK Women's Champion Toni Storm, ma viene eliminata. Nella puntata di NXT UK del 26 giugno, la Kelly è stata sconfitta da Xia Brookside. Nella puntata di NXT UK del 7 novembre, Killer Kelly fa il suo ritorno venendo sconfitta da Isla Dawn. Nella puntata di NXT UK del 5 dicembre, la Kelly è stata sconfitta da Toni Storm. Nel gennaio 2020, Killer Kelly ha lasciato la WWE.

### Impact Wrestling/Total Nonstop Action Wrestling (2020-presente)
Killer Kelly ha fatto il suo debutto ufficiale il 24 novembre 2020 a Impact dove ha affrontato Kimber Lee perdendo. Il 1º dicembre, Kelly e Renee Michelle furono sconfitte da Jazz e Jordynne Grace durante il primo round del torneo dell'Impact Knockout's Tag Team Championship Tournament. 
Il 13 gennaio 2023, a Hard To Kill, Kelly ha partecipato in un four-way elimination match per la contendente numero uno all'Impact Knockouts Championship, vinto da Masha Slamovich. Il 16 aprile, a Rebellion, Kelly si allea con il Team di Tommy Dreamer e vinse contro il Team di Bully Ray. Nella puntata del 22 giugno di Impact!, dopo aver sconfitto Taylor Wilde, Kelly venne attaccata dall'alleata di Wilde, KiLynn King, entrambi campionesse del Knockouts World Tag Team, finché Slamovich non salvò Kelly e Il 15 luglio a Slammiversary, Kelly e Slamovich, ora conosciute come MK Ultra, hanno l'opportunità di conquistare i titoli di coppia, dove riusciranno a prevalere, diventando campionesse per la prima volta.  Il 13 gennaio 2024, a Hard To Kill, persero i titoli contro Havok e Rosemary, solo per riconquistarli un mese dopo. A Sacrifice dell'8 marzo perdono le cinture contro le Spitfire (Dani Lunae Jody Threat).
il 6 giugno 2025, a Against All Odds, Kelly fece ritorno dopo un anno, andando faccia a faccia con Masha Slamovich, dopo aver difeso il TNA Knockouts World Championship con Léi Yǐng Lee.

## Vita privata
Raquel Lourenço ha un fratello. Comincia ad appassionarsi al wrestling professionistico all'età di sette anni. Prima di essere allenata, la Lourenço si allenava nei giardini delle promotion di wrestling. Cita Low Ki, Gail Kim, Katsuyori Shibata, Asuka, Mickie James e Charlotte Flair come influenze.

## Titoli e riconoscimenti
Westside Xtreme Wrestling
- wXw Women's Championship (1)
- wXw Women's Championship Tournament (2017)

Impact Wrestling/Total Nonstop Action Wrestling
- Impact/TNA Knockouts World Tag Team Championship (2) - con Masha Slamovich
- Knockouts Tag Team of the Year (2023) con Masha Slamovich